# Lípa republiky (K Březince)
Lípa republiky v ulici K Březince 14 v Praze-Březiněvsi byla zasazena v areálu zdejšího Komunitního centra.

## Historie
Lípa svobody byla vysazena 30. září 2018 na připomínku 100. výročí vzniku Československé republiky. Strom zasadil Český zahrádkářský svaz Březiněves společně s dětmi v nově zřízeném Komunitním centru za podpory městské části Praha-Březiněves.

## Významné stromy v okolí
- Dub letní u parku v Březiněvsi
- Lípa republiky, u hasičské zbrojnice
- Lípy svobody, čtyři lípy vysazené roku 1919 na návsi